# Scopophobie
La scopophobie, ou scoptophobie (du grec σκοπέω - skopeō, « regarder quelque chose, examiner », et φόβος - phobos, « peur »), est un trouble anxieux caractérisé par une crainte morbide d'être vu ou observé par les autres. Elle est liée à l'ophthalmophobie (du grec ὀφθαλμός- ophthalmos, « œil, regard »). La scopophobie peut être associée à une peur pathologique d'attirer l'attention sur soi.

## Histoire
Les phobies ont été étudiées durant des siècles. Le concept des phobies sociales remonte à 400 av. J-C., époque durant laquelle de nombreuses phobies sociales, telles que la scopophobie, remontent d'une explication d'Hippocrate concernant les individus souffrant de timidité. Hippocrate explique que ce genre de personnes « privilégient l'ombre plutôt que la lumière » et « pensent que tout le monde les observe ».

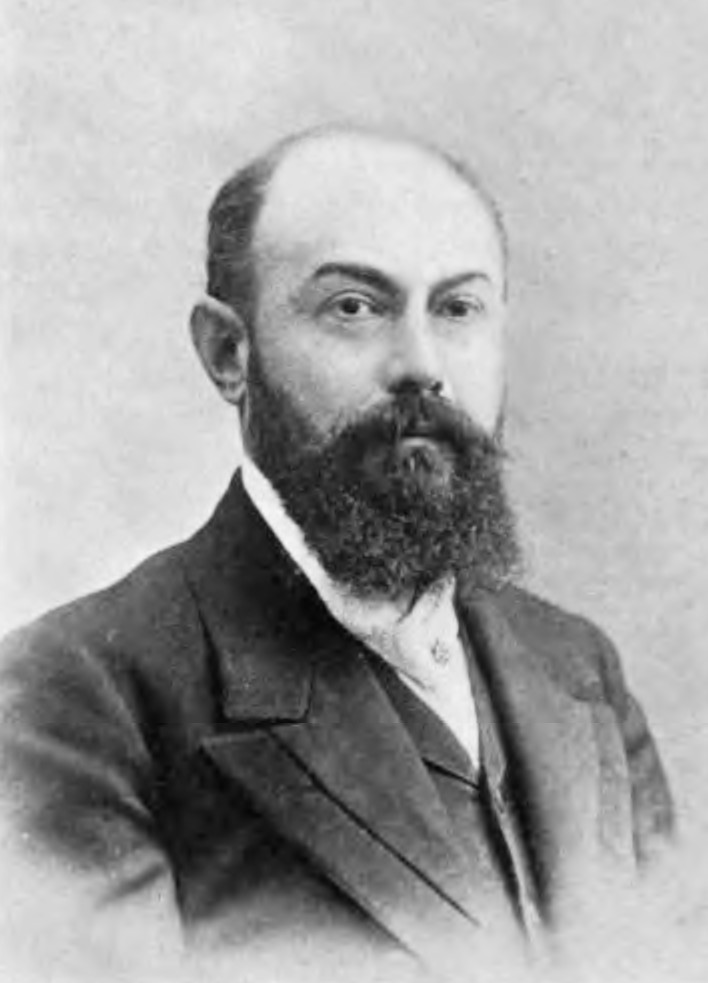
Pierre janet au début du XXe siècle.

Le terme de « phobie sociale » est cité pour la première fois par le psychiatre français Pierre Janet en 1903. Il fait usage de ce terme pour décrire les patients qui craignaient d'être observés tandis qu'ils parlaient, écrivaient ou jouaient du piano. Dans le journal de psychiatrie intitulé The Alienist and Neurologist (1906), la scopophobie est désignée comme telle : « Ensuite, il existe une crainte d'être vu et blâmé [...] Nous l'appelons scopophobie, une crainte morbide d'être observé. Dans des cas mineurs, le patient couvre son visage avec sa main. Dans des cas plus extrême, le patient s'échappe autant que possible de la vue de celui/celle qui l'observe. La scopophobie se manifeste souvent davantage chez les femmes que chez les hommes. » À la page 285 du même journal, la scopophobie est définie comme « une crainte de voir des personnes ou d'être observé, particulièrement par des têtes bizarres. »

## Causes
La scopophobie est l'une des rares phobies dans laquelle la peur d'être observé est considérée comme une phobie sociale et spécifique, car elle se manifeste uniquement en public. La majorité des phobies se place dans une de ces catégories, tandis que la scopophobie se place dans les deux. D'un autre côté, comme pour la plupart des phobies, la scopophobie se manifeste à la suite d'une expérience traumatisante ayant pris place dans la vie d'un individu. Avec la scopophobie, il est suggéré qu'un individu pourrait avoir été ridiculisé en public durant son enfance. Il est également possible que le scopophobe a été auparavant déjà longuement observé, à cause d'une difformité ou anomalie physique.
En date de 2012, des données gouvernementales américaines montrent que 7 % de la population souffre de ce type de phobie à tout moment de leur vie. Pour toute une vie, le pourcentage grimpe à 13 %. Des études montrent que l'anxiété sociale est la troisième plus grande cause de problème de santé au monde.

## Syndromes liés
La plupart des patients souffrant de scopophobie peuvent également souffrir de troubles anxieux. La scopophobie a également été liée à de nombreuses autres peurs et phobies irrationnelles. Des syndromes et phobies spécifiques similaire à la scopophobie peuvent impliquer l'erythrophobie (la peur de rougir, qui touche particulièrement les jeunes individus) notamment. La scopophobie est également et communément associée avec la schizophrénie et autres maladies psychologiques. Cependant, elle n'est pas considérée comme le symptôme d'une autre maladie, mais plutôt d'un problème psychologique qui peut se manifester de lui-même,. La plupart des victimes de scopophobie peuvent développer des habitudes de voyeurisme ou d'exhibitionnisme. Un autre syndrome spécifique, mais différent, lié à la scopophobie est la scopophilie. Contrairement à la scopophobie, la scopophilie désigne la joie ou l'excitation d'être vu et observé.

## Symptômes et effets
Les individus souffrant de scopophobie montrent généralement des symptômes lors de situations sociales. Un exemple spécifique de situation sociale peut inclure la parole devant un grand public. D'autres situations peuvent causer de l'anxiété comme être présenté à d'autres gens, être félicité et/ou réprimandé, être facilement embarrassé ou même répondre au téléphone en public.
Souvent la scopophobie est liée aux troubles anxieux. Les symptômes incluent : un sentiment de panique exagéré, sentiment de terreur, palpitations, souffle court, nausée, bouche asséchée, tremblements, anxiété et des mesures exagérées d'évitement concernant des situations qui peuvent causer ces symptômes. 
D'autres symptômes possibles peuvent notamment impliquer : hyperventilation, tension musculaire et étourdissements.

## Traitements
Il existe de nombreux traitements pour soigner la scopophobie. Une option peut impliquer une longue période d'observation, et le patient doit décrire ce qu'il a ressenti durant cette période dans le but de le désensibiliser. Il existe des groupes de patients souffrant de scopophobie. Être dans un tel entourage peut créer un environnement plus supportable pour un scopophobe.
Dans ces cas plus extrêmes de scopophobie, des médicaments peuvent être prescrits au patient et peuvent inclure benzodiazépines, antidépresseurs, ou bêta-bloquants.